# Paroruza lateritia
Paroruza lateritia är en fjärilsart som beskrevs av Felder 1874. Paroruza lateritia ingår i släktet Paroruza och familjen nattflyn. Inga underarter finns listade i Catalogue of Life.